# Diascia mollis
Diascia mollis är en flenörtsväxtart som beskrevs av O.M. Hilliard och B.L. Burtt. Diascia mollis ingår i släktet tvillingsporrar, och familjen flenörtsväxter. Inga underarter finns listade i Catalogue of Life.